# Руда (Ропчицько-Сендзішовський повіт)
Руда (пол. Ruda) — село в Польщі, у гміні Сендзішув-Малопольський Ропчицько-Сендзішовського повіту Підкарпатського воєводства.
Населення — 370 осіб (2011).
У 1975-1998 роках село належало до Ряшівського воєводства.

## Демографія
Демографічна структура станом на 31 березня 2011 року:
|          | Загалом | Допрацездатний вік | Працездатний вік | Постпрацездатний вік |
| -------- | ------- | ------------------ | ---------------- | -------------------- |
| Чоловіки | 169     | 18                 | 116              | 35                   |
| Жінки    | 201     | 28                 | 83               | 90                   |
| Разом    | 370     | 46                 | 199              | 125                  |